# فنلندا الغربية

فنلندا الغربية

مقاطعة فنلندا الغربية (بالفنلندية Länsi-Suomen lääni، بالسويدية Västra Finlands län) إحدى مقاطعات فنلندا الست الكبرى . تحدها مقاطعات فنلندا الشرقية وفنلندا الجنوبية ، أولو ، و تطل على خليج بوهتيا.

## أعلام
- لالي